# Idioma guilakí
El guilakí (en guilakí, گیلکی giləki) es una lengua irania noroccidental que se habla en la provincia de Guilán en Irán. Hay entre 2 y 4 millones de hablantes de esta lengua.
Se divide en cuatro dialectos: el guilakí occidental, el guilakí oriental (separado del anterior por el río Sefid), el guilakí tabarí (al oeste de Mazandarán) y el galeshi (en las montañas de Guilán). El idioma es muy cercano al mazandaraní y las dos lenguas tienen vocabularios similares. Algo más alejados están el talish y el zazaki.